# Still Life
Still Life je počítačová hra typu adventura, kterou vydala firma Microïds v roce 2005. Hra navazuje dějem na hru Post Mortem a na konec roku 2008 bylo ohlášeno její pokračování Still Life 2. Hra má ponurý děj, popisuje vyšetřování sériových vražd v Chicagu počátku 21. století a Praze 20. let 20. století. Její název znamená v překladu zátiší, a motiv tohoto druhu výtvarného umění úzce souvisí s dějem. Protože obsahuje brutální scény, je určena pro dospělé od 18 let.
Děj
Hra má dvě hlavní postavy, které hráč ovládá: zvláštní agentku FBI Victorii McPhersonovou, která vyšetřuje sériové rituální vraždy v Chicagu a jejího dědečka, Gustava McPhersona, který řeší velmi podobné případy v Praze konce 20. let. Zápisky z dědečkova pobytu v Praze si vnučka čte a zjišťuje úzkou souvislost mezi oběma sériemi vražd.